# Somontín
Somontín és una localitat de la província d'Almeria. L'any 2006 tenia 515 habitants. La seva extensió superficial és de 19 km² i té una densitat de 27,1 hab/km². Està situada a una altitud de 830 metres i a 116 quilòmetres de la capital de la província, Almeria.

## Demografia
| 1998 | 1999 | 2000 | 2001 | 2002 | 2003 | 2004 | 2005 | 2006 | 2007 |
| ---- | ---- | ---- | ---- | ---- | ---- | ---- | ---- | ---- | ---- |
| 500  | 492  | 509  | 506  | 508  | 501  | 530  | 515  | 529  | 543  |